# Unió Popular (Uruguai)
La Unió Popular (UP) fou un partit polític esquerrà de l'Uruguai. Va ser fundat per l'exministre nacionalista Enrique Erro, quan es va oposar al primer govern del Partit Nacional al CNG (1959-1962).
La UP va rebre el suport polític del Partit Socialista (PSU), així com d'altres militants independents com Carlos Real de Azúa, José Claudio Williman, Carlos Martínez Moreno, Alberto Methol Ferré, Mariano Arana, Helios Sarthou, José de Torres Wilson, Guillermo Vázquez Franco, Ricardo Martínez Ces, Roberto Ares Pons, Horacio Ferrer. Es va presentar durant les eleccions nacionals del 1962, obtenint-ne un escàs seguiment per part de l'electorat. Els socialistes es van separar de la UC per les eleccions generals del 1966.
El 1971, la UC va ingressar en el Front Ampli sota el nom de Pàtria Gran.
En aquest any, Erro va ser elegit senador com a resultat de la coalició política formada amb el FA. No obstant això, després del cop d'Estat del 1973, Erro se'n va anar exiliat i va morir el 1984 a París. Amb la seva mort, la UC va decidir unir-se a l'EDI i en va aconseguir un diputat.
Finalment, el 1989 el fill d'Erro va presentar la seva pròpia candidatura al costat del Moviment 20 de Maig.